# NGC 3461
NGC 3461 ist eine Galaxie vom Hubble-Typ S im Sternbild Löwe auf der Ekliptik. Sie ist schätzungsweise 555 Millionen Lichtjahre von der Milchstraße entfernt. 

Im selben Himmelsareal befinden sich u. a. die Galaxien NGC 3454, NGC 3455, NGC 3457, IC 656.
Das Objekt wurde am 27. März 1854 vom irischen Astronomen R. J. Mitchell, einem Assistenten von William Parsons, entdeckt.